# Thamnium pulvinatum
Thamnium pulvinatum là một loài Rêu trong họ Neckeraceae. Loài này được (Hook. f. & Wilson) Kindb. miêu tả khoa học đầu tiên năm 1902.